# Херој Руске Федерације
Херој Руске Федерације (рус. Герой Российской Федерации) је највише почасно звање у Руској Федерацији, установљено марта 1992. године. Додељује се за изузетне заслуге, личне или колективне подвиге у служби државе и друштва и до сада га је добило 1.054 особа. Установљено је по узору на звање Хероја Совјетског Савеза.
Као знак распознавања Хероја Русије, добитницима почасног звања се додељује Медаља Златна звезда и почасна диплома „грамота”.

## Историја
Звање Хероја Руске Федерације наследник је Хероја Совјетског Савеза, којег је установио Централни извршни комитет Совјетског Савеза 5. маја 1934. године. Медаља Златна звезда такође је изведена по узору на ону совјетског дизајна од 1. августа 1939. године.
Већина носилаца звања Хероја Руске Федерације су углавном учесници Чеченских ратова и осталих сукоба на Северном Кавказу, те космонаути.
Неке од већих група носилаца звања су:
- Учесници сукоба у Републици Дагестан, Другом чеченском рату и у ликвидацији терористичких група на територији Републике Чеченије – 304 особе
- Учесници Првог чеченског рата – 175 особа
- Учесници Великог отаџбинског рата – 108 особа
- Пилоти-испитивачи авиационе технике – 86 особа
- Космонаути – 39 особа
- Учесници уставне кризе у Русији 1993. године – 26 особа
- Учесници рата у Грузији 2008. године – 22 особе

Четворо хероја Совјетског Савеза је проглашено и за хероје Руске Федерације.

## Фото галерија Хероја Руске Федерације
- Михаил Калашњиков
- Сергеј Крикаљов
- Анатолиј Лебед
- Владимир Жога
- Адам Делимханов